# Medal of Honor (videojuego de 2010)
Medal of Honor es un videojuego de disparos en primera persona de la serie de videojuegos Medal of Honor, desarrollado por EA Los Angeles y DICE para las plataformas del Windows, Xbox 360 y PlayStation 3 y publicado el 12 de octubre de 2010. Este videojuego marca un reinicio en la serie, con un nuevo escenario en el Afganistán contemporáneo. Su campaña de un jugador usa una versión ampliamente modificada del motor del videojuego Unreal Engine 3, mientras que el modo multijugador hace uso del motor Frostbite Engine. Se cree que Medal of Honor contó con servidores dedicados, como sugirió Sean Decker, gerente general de Electronic Arts, en un artículo de la revista Atomic PC. Un libro del Medal of Honor escrito por Chris Ryan está puesto para ser lanzado el 1 de enero de 2011. Aunque el libro fue lanzado junto con el paquete de la edición limitada en el HMV. 
La campaña del Medal of Honor para un jugador usa una pesada-modificada versión del Unreal Engine 3 y el multijugador usa el Frostbite Engine. El juego usa servidores dedicados para el PC y las consolas. Sin embargo, los archivos del servidor no estuvieron hechos al público y son solo disponibles a través del específico GSP. Es el primer juego en la serie del Medal of Honor al que recibe una calificación de M del ESRB.

## Argumento
El título está ambientado en Afganistán, poniéndonos en la piel de la unidad especial de combate, bajo la supervisión del Gobierno de los Estados Unidos y encargados de asumir las misiones que nadie más puede llevar a cabo.
La historia está basada en la batalla de Takur Ghar (Operación Anaconda), el personaje principal, Rabbit, está basado en el Seal Neil C. Roberts.

## Jugabilidad
La prioridad principal del videojuego está en el realismo, a un nivel tal que, para el desarrollo del videojuego, EA consultó a varios miembros de las Fuerzas Armadas de los Estados Unidos. Se esperó que los objetivos y tareas del videojuego sean los mismos que los comandados en la vida real, como atacar escondites terroristas, rescatar rehenes y realizar operaciones encubiertas. En el modo de un jugador se podrá controlar vehículos, como helicópteros, Jeeps y Quads. El juego se basa ligeramente en las partes de la Operación Anaconda, en concreto, los hechos que rodearon la Batalla de Ridge Roberts.

### Un jugador
La campaña para un jugador se lleva a cabo en el año 2002 en Afganistán. Por medio del juego, los jugadores asumen el papel de un operador del DEVGRU con el nombre del código "Rabbit" (Conejo) de la AFO Neptuno. Por lo demás, el jugador alterna entre las funciones de un francotirador del Delta Force cuyo el nombre del código "Deuce", de la AFO Wolfpack, así como el especialista del Ranger del Ejército en Dante Adams del 75° Regimiento Ranger, y el Capitán artillero del AH-64 Apache Brad Hawk "Hawkins". También algunas misiones y/o escenarios fueron producidos a través de hechos reales de los soldados norteamericanos.

### Multijugador
Aparte de que fue desarrollado por DICE, la poca información ha sido publicada acerca del modo multijugador del Medal of Honor. El desarrollador Gordon Van Dyke comentó en una entrevista con GameSpy que la gente "no debería esperar un clon de Battlefield: Bad Company 2 en cuanto al modo multijugador del Medal of Honor". Electronic Arts ha confirmado que una beta del modo multijugador será presentada el 21 de junio de 2010. El multijugador del juego es la clase base, con tres clases disponibles - fusilero, operaciones especiales y francotirador. El jugador gana experiencia durante el juego para subir del nivel y desbloquear nuevas armas y accesorios de armas. Por ejemplo, al inicio del juego de francotirador de la clase no tiene un ámbito de aplicación disponible, y el jugador debe de alcanzar el nivel 3 para abrir un ámbito de combate. Si un jugador gana una cierta cantidad de puntos antes de morir, pide una cadena de resultados, él o ella se gana la elección de una acción de apoyo ofensivo como un ataque del mortero o un ataque de misiles o una acción del apoyo a la defensiva, como el Intel o la munición. El jugador no se limita a la acción de apoyo por la vida y puede ganar continuamente. También podrán usarse diferentes acciones de soportes u apoyo ya sean defensivas u ofensivas estas acciones y apoyos se consiguen juntando los puntos necesarios para cada uno en el siguiente orden.  
El juego cuenta con las dos partes enfrentadas, la Coalición, por lo general es planteada por el juego de la batalla por medio de la charla en el "Python 1", en contra de las fuerzas opositoras. Las tropas de la Coalición utilizan al equipo estadounidense como el M16A4, mientras que las fuerzas opuestas representan a las fuerzas similares de los talibanes y el uso del equipo de acuerdo como el AK-47. Cada arma está diseñada para tener una contrapartida por los dos equipos, a pesar de que la contraparte puede o no tener las mismas estadísticas. Inicialmente, las armas son específicas del equipo. Sin embargo, como el jugador avanza, se van a desbloquear las armas que están disponibles para las ambas partes, así como abrir la posibilidad de utilizar las armas enemigas. Una vez que se alcance el nivel 8 en una sola clase, el jugador se considera del nivel 1 y asume un aspecto diferente, y cuando asesina a un nivel del jugador asesino recibe 5 puntos extra por asesinar a un jugador del nivel 1.
El 2 de noviembre de 2010, DICE lanzó dos DLC para el modo multijugador, un tipo de juego que se llama la «zona caliente», que es un modo del estilo rey de la colina y otro tipo del juego llamado Clean Sweep, el último hombre de pie gana el tipo de juego.

## Música
El 27 de julio de 2010 se confirmó que el sencillo The Catalyst perteneciente al álbum A Thousand Suns del grupo Linkin Park será una de las canciones del videojuego y que por esta misma razón se estrenó el 1 de agosto de 2010 en el sitio web oficial del videojuego (un día antes del estreno oficial del sencillo). Está cantada por Mike Shinoda (creador del grupo), y tiene pequeños acompañamientos de los demás miembros del grupo.

## Promoción y lanzamiento
La canción de Linkin Park, "New Divide", fue presentada en el tráiler del multijugador en la Electronic Entertainment Expo 2010. Otra canción del Linkin Park, titulada "The Catalyst", apareció en la final del Medal of Honor del conjunto remolque publicado el 1 de agosto de 2010. El tráiler con la canción fue dirigido por el propio Joe Hahn de Linkin Park. La canción apareció en los créditos finales del juego. La música del juego fue compuesta por el compositor nominado al Emmy Ramin Djawadi, que registró su puntuación con los instrumentos étnicos, la electrónica y una orquesta de las cuerdas en Los Ángeles. Un álbum de la banda sonora fue lanzado en el iTunes el 5 de octubre de 2010. Un libro fue lanzado en todo el momento en que se lanzó el juego, escrito por Chris Ryan y del mismo nombre que el juego, lo que explica es la historia de fondo del juego. A través de la página web del Club Pistola de la EA, los jugadores que se inscribieron en el sitio y compraron la versión del VIP de Battlefield: Bad Company 2, se les concederá el Francotirador M24 del Sistema de Armas del rifle de francotirador para los varios jugadores inmediatamente después de liberar el juego. 
Electronic Arts lanzó las claves del multijugador beta para la plataformas del PlayStation 3 y PC el 21 de junio de 2010. La versión beta del Xbox 360 se retrasó inicialmente, pero finalmente se abrió el 20 de julio de 2010. Esta destacada de tres clases de armas diferentes, dos mapas diferentes y dos modos del juego diferentes. EA ha anunciado una versión beta abierta para el PC del Medal of Honor. Todo comenzó el 4 de octubre de 2010 y duró hasta el 7 de octubre de 2010 a las 11:59 CET.

### Ediciones
En espera de un anuncio de la beta en un plazo de 12 meses después de la liberación del Medal of Honor, la edición limitada incluirá una invitación a la beta del Battlefield 3 y una moneda para descargar el Medal of Honor: Frontline. En la primera línea solo está disponible en la versión del PS3 (la primera línea se incluye en el disco en las versiones estándar europeas del juego, y puede ser instalado en el disco duro, sino que requiere el disco a la función del Medal of Honor). La edición limitada contará con contenidos fuera de la caja, como el acceso temprano a las armas que solo son alcanzables a través de las actualizaciones y una edición limitada exclusiva del arma de la defensa general Heckler & Koch MP7 y la ametralladora ligera M60. 
Tras el anuncio de la edición limitada, EA Los Ángeles declaró que lanzaría una edición especial del nivel 1 en Europa. El Nivel 1 de la edición va a costar lo mismo que la edición limitada y cuentan con las mismas ventajas que la edición limitada (incluyendo la clave del beta de Battlefield 3). Además, los propietarios del nivel 1 de la edición recibirá un código para tener acceso a la operativa del nivel de la clase 1, "un selecto grupo de soldados con el fin de desbloquear la ametralladora ligera M60 que los fanáticos de Rambo recordarán." El nivel 1 de la edición será lanzado en Europa, el 15 de octubre, para las tres plataformas.

## Problemas con las fuerzas armadas de Estados Unidos
Medal of Honor fue prohibido para los soldados de los Estados Unidos. El ejército de ese país decidió que el videojuego no se venda en sus bases debido a que en un modo permite ponerse en el papel de un talibán y combatir contra las fuerzas norteamericanas. El anuncio fue realizado por un portavoz de esa fuerza, por lo cual el título que se venderá desde octubre no estará en alguna de las 181 tiendas. La cadena GameStop dijo que se sumará a la decisión y no venderá el videojuego en las tiendas presentes en las bases. El portavoz, dice el diario El País, pidió comprensión a los comerciantes debido a que el asunto es sensible. El modo multijugador del Medal of Honor permite ponerse en el papel de un soldado talibán, algo curioso en el título de Electronic Arts ya que en todas las ediciones anteriores solo se ofrecía asumir el rol de un norteamericano. Semanas atrás, el Ministro de Defensa de Gran Bretaña, el conservador Liam Fox, se mostró indignado con Medal of Honor: es "vergonzoso que alguien piense que es aceptable recrear actos del Talibán". Electronics Arts respondió a las críticas alegando que en cualquier conflicto hay dos bandos enfrentados. Agregó que el esquema es el mismo que en un videojuego de policías y ladrones.

## Controversia
El modo en línea ha creado una controversia cuando se reveló que en el modo multijugador del Medal of Honor, los jugadores pueden jugar como los talibanes. Los desarrolladores respondieron afirmando que la verosimilitud del juego lo hace necesario. "La mayoría de nosotros ha estado haciendo esto desde los 7 años - si alguien es la policía, otro tiene que ser el ladrón, el pirata o el extraterrestre". Amanda Taggart, la gerente senadora de las relaciones públicas de la EA, dijo en las AOL Noticias: "En el Medal of Honor de los varios jugadores, alguien tiene que ser el talibán." El secretario de Defensa del Reino Unido, el doctor Liam Fox, criticó al juego antes de su lanzamiento afirmando que era "sorprendente que alguien pueda pensar que es aceptable recrear las acciones de los talibanes contra soldados británicos". "A manos de los talibanes, muchos niños han perdido a sus padres y esposas han perdido a sus maridos". "Es difícil creer que cualquier ciudadano de nuestro país desee comprar un juego tan antibritánico. Insto a los minoristas a mostrar su apoyo a nuestras fuerzas armadas y a la prohibición de este producto sin tacto alguno." 
El Ministro de la Defensa canadiense, Peter MacKay, también ha criticado al juego, diciendo que "no está bien que cualquier persona, los niños en particular, puedan tomar el papel de los talibanes" y que "Canadá y sus aliados han luchado mucho tiempo en Afganistán y no es un juego". Algunos veteranos daneses estaban horrorizados por el juego que tiene lugar en el Helmand, la provincia donde están estacionadas las tropas danesas. La Ministra de Defensa danesa, Gitte Lillelund Bech, lo encuentra de "mal gusto" y apoya a los veteranos daneses que se opongan al juego. Sin embargo, también ha dicho que no va a legislar sobre el tema y tiene confianza en la capacidad de la juventud danesa para discernir entre el bien y el mal. Diversas divisiones de las fuerzas armadas de Estados Unidos, incluyendo la Armada, el Ejército y la Fuerza Aérea de los servicios de intercambio se han opuesto a la venta del juego en todas las bases militares de los Estados Unidos por todo el mundo, pero el personal militar prohibido todavía se puede comprar al juego fuera de la base y se permitirá en la base. La razón dada por un portavoz de la Armada, es que se hace, "por respeto a los hombres y mujeres que sirven y a sus familias".
Debido a la presión de los varios funcionarios militares y de las organizaciones de los veteranos, la palabra talibán fue retirada de la parte multijugador del juego en el que los jugadores directamente se ponen a jugar como talibanes, y es reemplazada por el término de "fuerza opositora". La campaña para un jugador y juego en general no se verá afectado por el cambio. Sin embargo, incluso a la luz de este cambio, el juego no va a seguir siendo vendido en las bases militares. El comandante mayor general de los AAFES, Bruce Casella, dijo que: "Por respeto a las personas afectadas por los acontecimientos en curso, en la vida real se presenta como un juego, los intercambios no se llevan a este producto". Y añadió que: "Espero que las familias de los militares que están autorizados para adquirir la oferta sean conscientes, y la comprensión, de la decisión de no realizar esta oferta en particular".

## Recepción
Medal of Honor ha recibido generalmente mezclas con las puntuaciones del examen positivo. La revista Game Informer le otorgó un 7 de 10. Eurogamer reconoció que el juego "tiene un accesorio sólido del multijugador que le debe mucho al Bad Company 2", y le dio un 8/10. The Sixth Axis declaró que la "verdadera estrella parece ser el modo multijugador" y que "los fanáticos tiradores encontrarán lo suficiente para disfrutarlo" y lo premió con un 8/10.
Joystiq le elogió la experiencia para un jugador, pero la falla de la potencia gráfica del juego le dijo: "El framerate es inestable, y el trabajo de la textura mediocre sin duda no lo ayuda", indicando que el sencillo-player es en la última instancia agradable. Sin embargo, los estados del Joystiq que el juego tiene de las "impresiones iniciales, junto con la evidente falta de las características me dan pocas razones para abandonar la llamada de los varios ofrecimientos de los impuestos". Y le da unas 4 estrellas sobre 5. Sin embargo, según la revista Informador que el juego, como resultado de los exámenes mixtos del juego, las acciones de la EA se redujo un 6% en el día de la liberación.
De acuerdo a los Valores Wedbush del analista Pachter Michael, dejó que las "Acciones [son] bajas porque al parecer algunos inversionistas están decepcionados por estas primeras críticas. "En una sentencia del regreso, EA le recordó a los inversores que los exámenes críticos son "muy subjetivos" y que "Éste es esencialmente un gran logro teniendo en cuenta el Medal of Honor que ha estado inactivo durante varios años. Este es el primer año en el reinicio de la franquicia. Medal of Honor es la parte de una estrategia de la EA para tomar parte en la categoría del tirador. Éste es un maratón, no un sprint - [sic] hoy del lanzamiento del Medal of Honor representa un paso adelante en esa carrera."